# Bockmerholz, Gaim
Bockmerholz, Gaim ist ein in Sehnde, Laatzen und Hannover in der niedersächsischen Region Hannover gelegenes Naturschutzgebiet.
Es ersetzte im Januar 2019 die vorherigen Naturschutzgebiete Holzwiese-Bockmerholz, Mergelhalde, Gaim und Bockmerholz.
Das Naturschutzgebiet umfasst bis auf einige Exklaven bei Oesselse das bereits bestehende Natura 2000-Gebiet nach der Fauna-Flora-Habitat-Richtlinie (FFH-Richtlinie) der Europäischen Union Bockmerholz, Gaim mit der EU-Registriernummer 3625-331. Dieses Natura-2000-Gebiet gehört zur atlantischen biogeographischen Region, umfasst 12 Lebensraumtypen der FFH-Richtlinie und beherbergt vier Arten nach dem Anhang II der Richtlinie.

## Beschreibung
Im Naturschutzgebiet sind relativ naturnahe arten- und strukturreiche Eichen-Hainbuchen-Wälder vorherrschend.
Weiter enthalten sind die alte Mergelhalde im Nordosten des Gebiets sowie Feuchtflächen wie das Naturdenkmal Brinksoot. Wörtlich beschreibt das Bundesamt für Naturschutz das Gebiet so:
Vorherrschend frische bis feuchte Eichen-Hainbuchenwälder auf kalkreichen und kalkarmen Standorten. Übergänge zu Buchen-, Birken-Eichen- und Erlen-Eschenwäldern. Kleine Waldwiesen. Teilweise Ackerflächen und Wegränder. Alte Mergelhalde.
In den lichtdurchlässigen alten Eichenbeständen gibt es zumeist eine gut entwickelte Strauch- und Krautschicht sowie einen Reichtum an Frühjahrsblühern. Die Wälder beherbergen viele Tierarten, darunter Vögel, insbesondere Spechte, Fledermäuse und andere Säugetiere.
Für den Schutz nach der FFH-Richtlinie maßgebliche Arten sind der Kammmolch und der Dunkle Wiesenknopf-Ameisenbläuling.
Zu diesem Naturschutzgebiet gehört auch der als Naturdenkmal gesondert geschützte Brinksoot.

## Schutzmaßnahmen
Vorgesehene Schutzmaßnahmen sind bei der Waldbewirtschaftung die Förderung von Habitatbäumen und Totholz, Verzicht auf Wege- und Straßenbau und in Teilbereichen die Anhebung der Wasserstände durch Schließung von Entwässerungsgräben und den Verzicht auf Gewässerausbau. Ebenso die Offenhaltung von Magerrasen und Wiesen und die Förderung von als Raupenhabitat von Tagfaltern dienender Vegetation und die Pflege von Kleingewässer durch den Schutz vor Nährstoffeintrag.